# Lista dos maiores shows de todos os tempos de artistas solo em relação à audiência

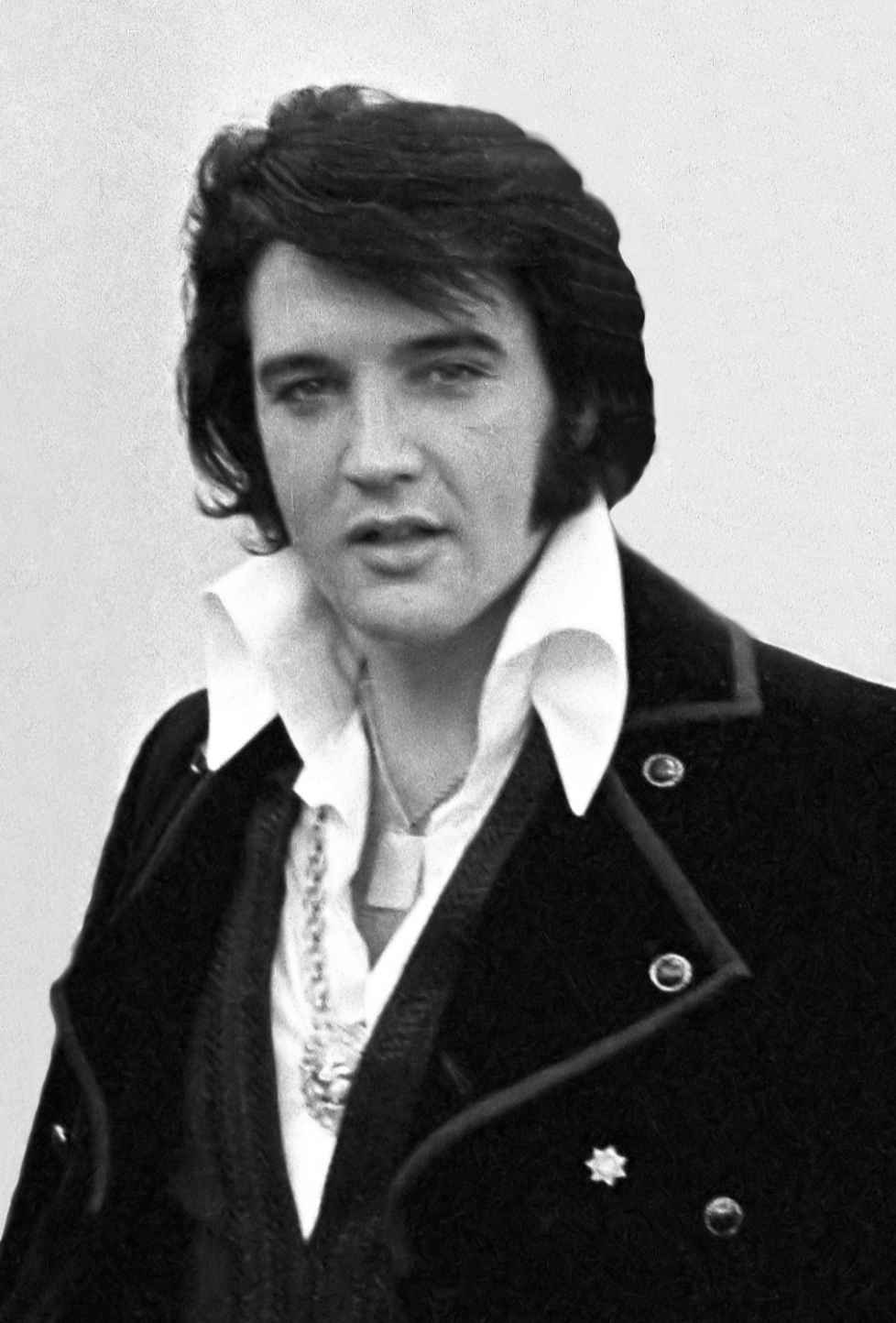
Elvis Presley, artista solo recordista de audiência mundial em um evento solo ao vivo.

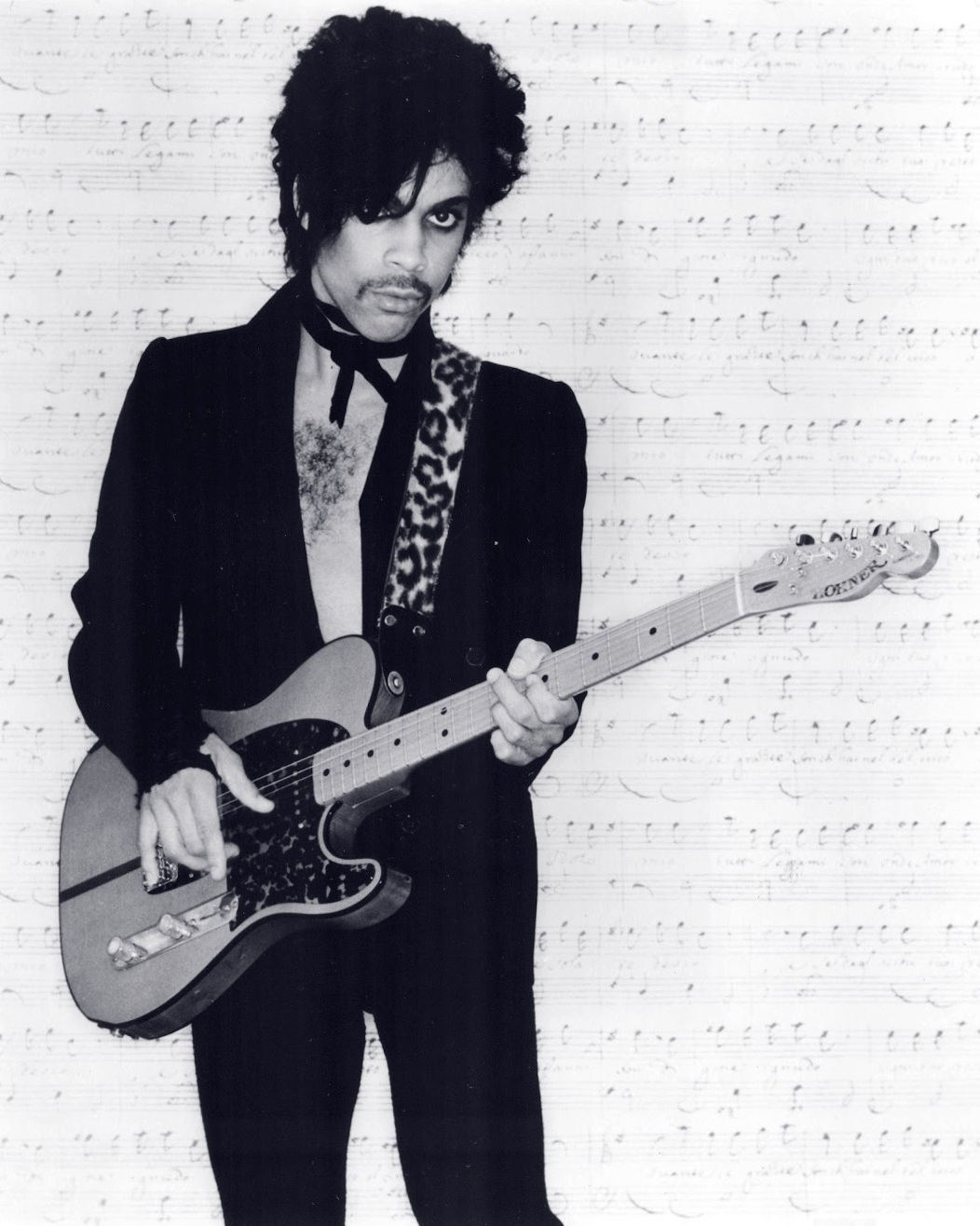
Prince, artista masculino recordista de audiência na história do Super Bowl.

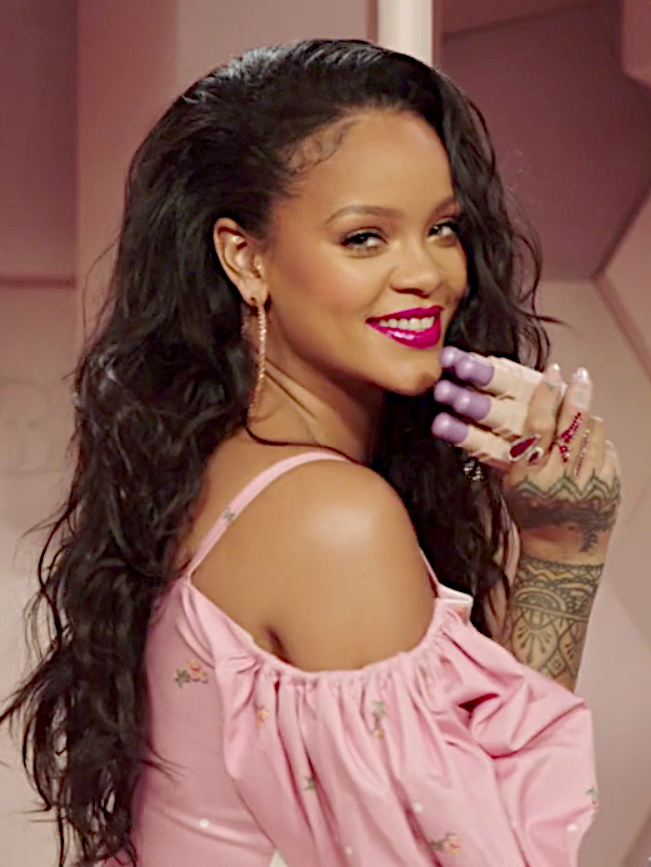
Rihanna, artista feminina recordista de audiência na história do Super Bowl.

Esta é a lista de shows solos musicais de artistas solo recordistas de audiência ao vivo, organizada em ordem alfabética. É necessário que o show seja solo para aparecer nesta lista, isto é, protagonizado por apenas um artista solo e seus músicos de apoio. Nesse sentido, em primeiro lugar aparece o show no Havaí, intitulado "Aloha from Hawaii Via Satellite", é um marco significativo na carreira de Elvis Presley, e na história da música. Realizado em 14 de janeiro de 1973, foi o primeiro concerto solo transmitido ao vivo via satélite, alcançando uma audiência global estimada em 1,5 bilhão de pessoas em mais de 40 países, o que levou a Billboard a presentear Elvis Presley com o prêmio de "criador de tendências".
Em segundo lugar aparece o Show do Intervalo do Super Bowl XLI protagonizado pelo cantor Prince, o evento foi realizado em 4 de fevereiro de 2007, no Dolphin Stadium, localizado em Miami Gardens, Flórida. Durante o intervalo do Super Bowl XLI, o artista realizou uma apresentação notável no palco principal, apesar da chuva intensa. Sua performance incluiu sucessos como "Purple Rain" e "Let's Go Crazy", demonstrando seu talento musical e energia contagiante. O show recebeu aclamação crítica e é lembrado como um dos mais memoráveis da história do evento, com uma audiência televisiva estimada em 140 milhões de espectadores.
Em terceiro lugar aparece o Show do Intervalo do Super Bowl XXVII, o evento foi realizado em 31 de janeiro de 1993, no Rose Bowl em Pasadena, Califórnia. O show do intervalo contou com uma apresentação memorável de Michael Jackson, começou com um efeito pirotécnico e Jackson surgindo no centro do palco em um pedestal, cantando "Jam".A performance incluiu outros sucessos como "Billie Jean", "Black or White" e "Heal the World". O show conto com a participação de um coro infantil e uma coreografia elaborada. Sua performance foi marcante e ajudou a estabelecer a tradição de artistas renomados se apresentando no intervalo do Super Bowl, a audiência televisiva do evento musical é estimada em 133,4 milhões de espectadores.

## Lista de shows solos recordistas de audiência ao vivo
| Artista e Show    | Artista e Show                          | Audiência Estimada              |
| ----------------- | --------------------------------------- | ------------------------------- |
| Elvis Presley     | Aloha from Hawaii: Via Satellite (1973) | 1,5 bilhão de espectadores      |
| Prince            | Super Bowl XLI (2007)                   | 140 milhões de espectadores     |
| Michael Jackson   | Super Bowl XXVIII (1993)                | 133,4 milhões de espectadores   |
| Rihanna           | Super Bowl LVII (2023)                  | 121,017 milhões de espectadores |
| Lady Gaga         | Super Bowl LI (2017)                    | 117,5 milhões de espectadores   |
| Justin Timberlake | Super Bowl LII (2018)                   | 106,6 milhões de espectadores   |
| The Weeknd        | Super Bowl LV (2021)                    | 100 milhões de espectadores     |
| Diana Ross        | Super Bowl XXX (1996)                   | 94 milhões de espectadores      |
| Paul McCartney    | Super Bowl XXXIX (2005)                 | 86 milhões de espectadores      |
| Elvis Presto      | Super Bowl XXIII (1989)                 | 81 milhões de espectadores      |